# مجاز الباب

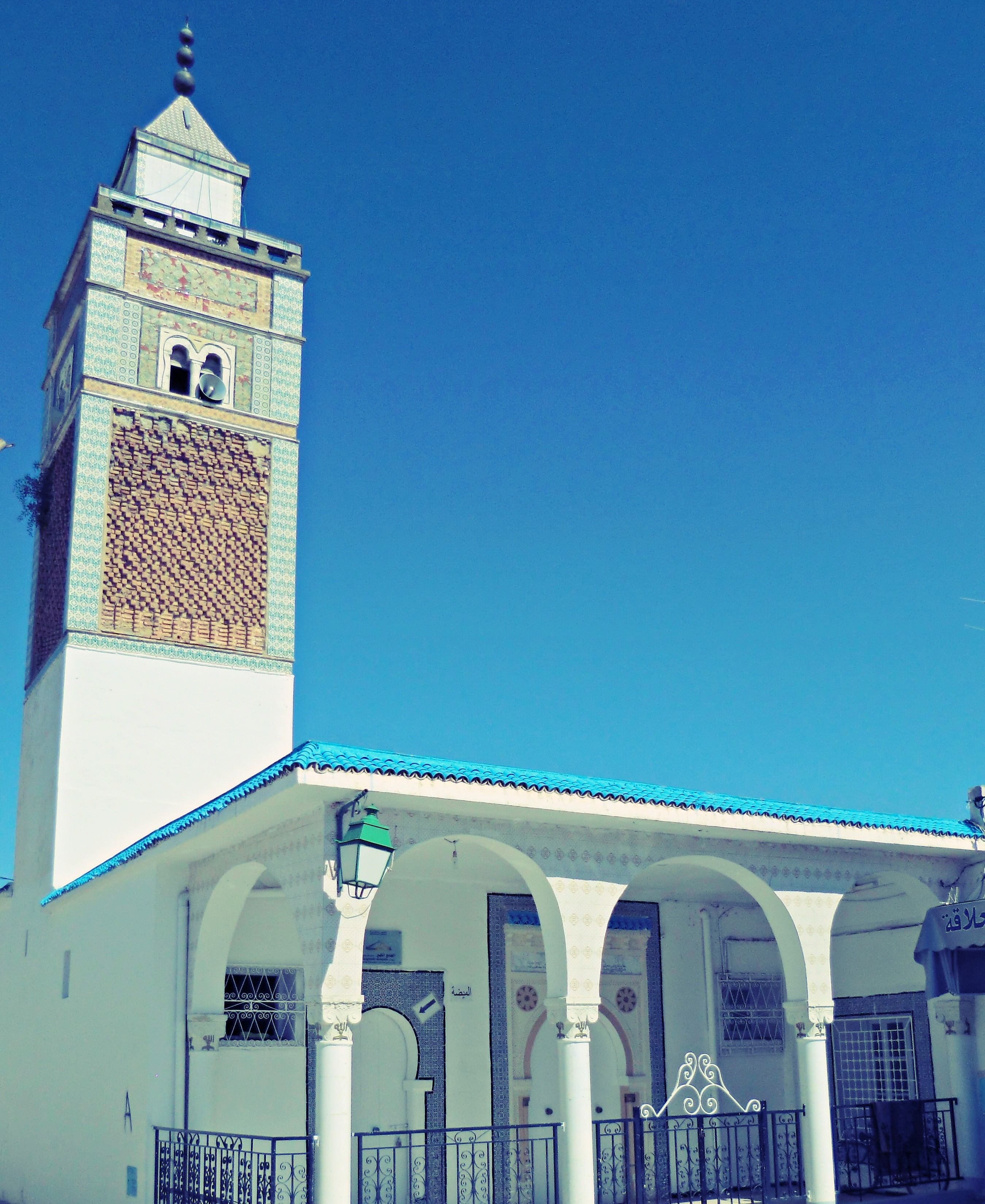
الجامع الكبير

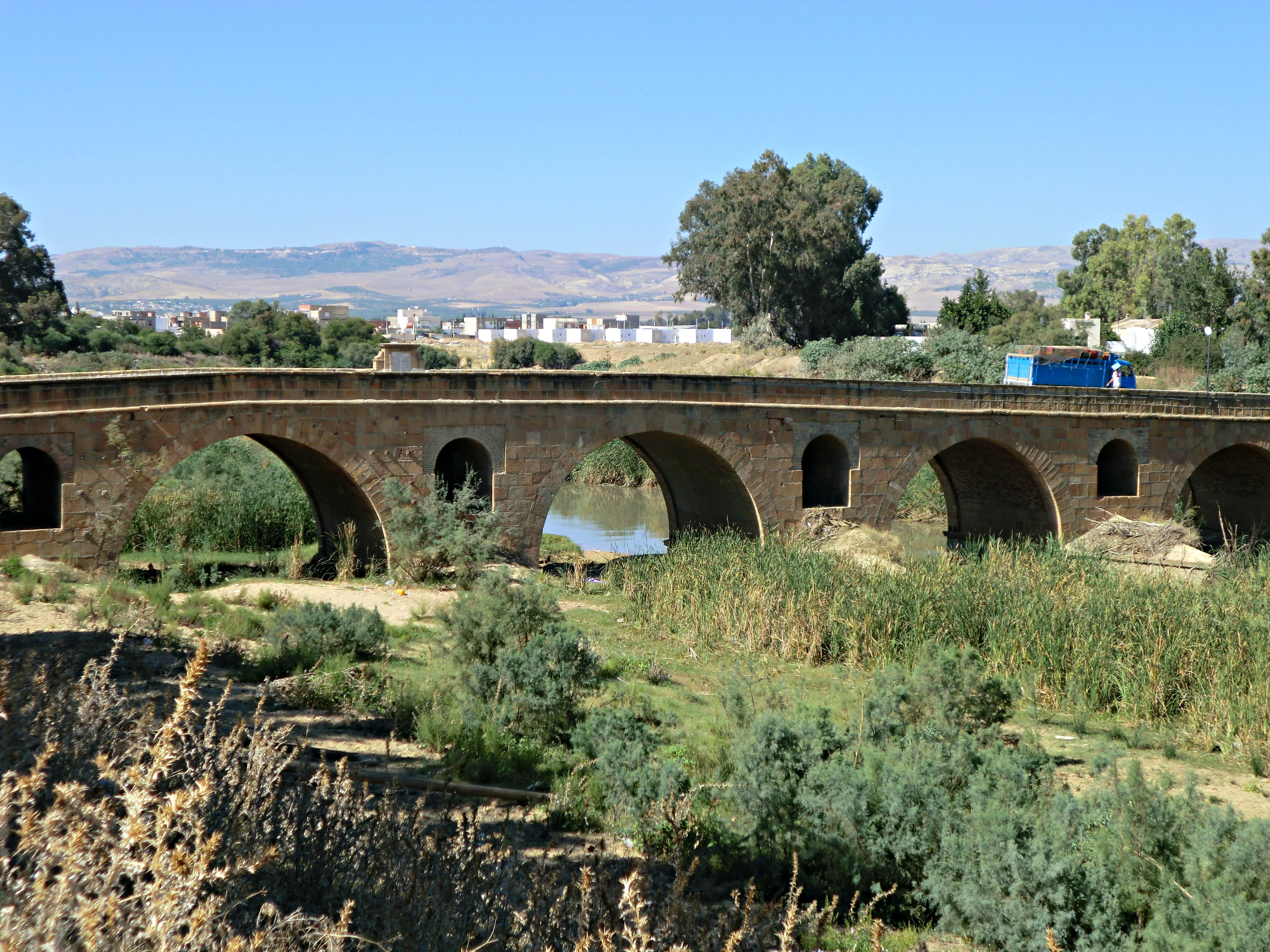
القنطرة المرادية

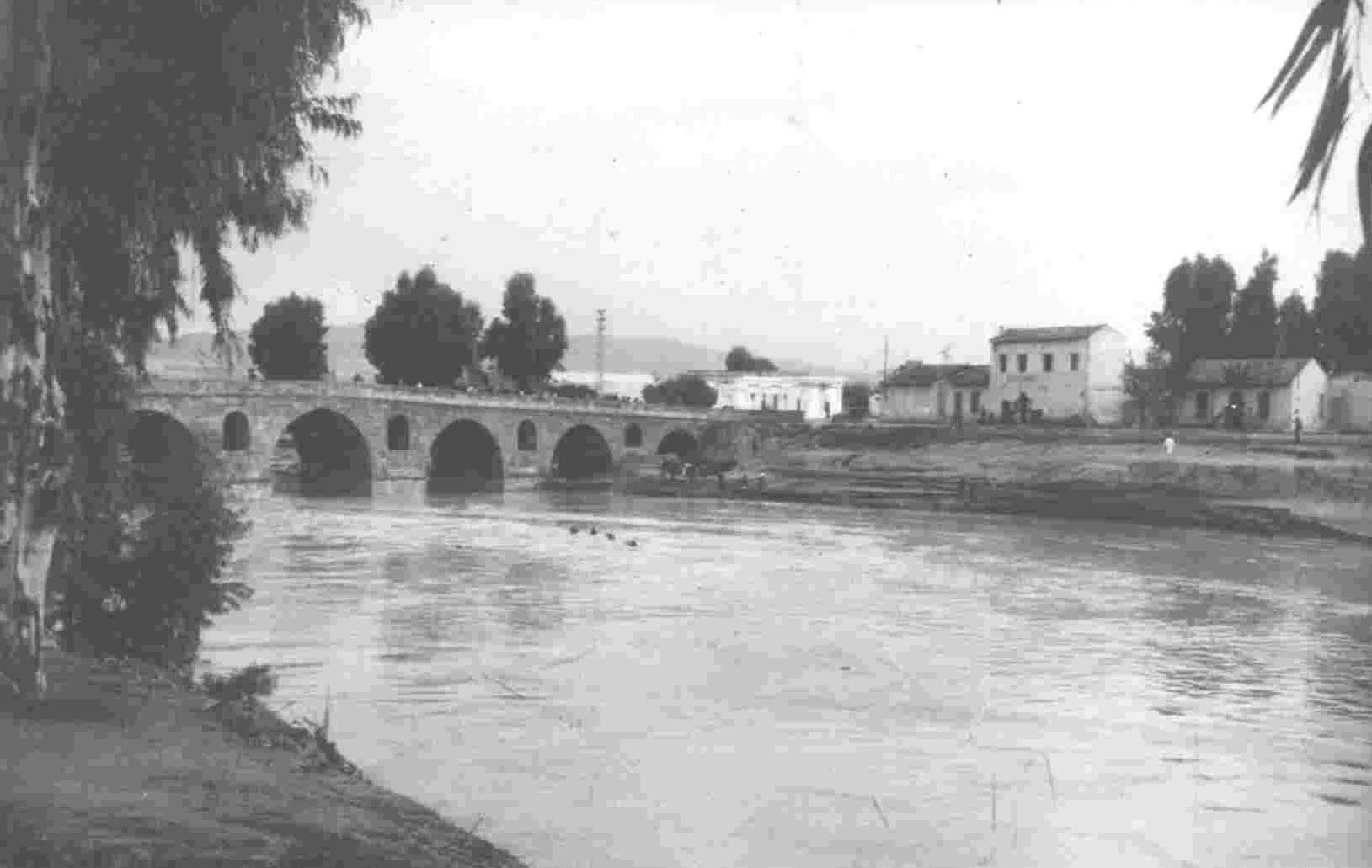
مجاز الباب ووادي مجردة عام 1947

مجاز الباب مدينة تونسية تقع في شمال تونس على بعد 56 كم من العاصمة. يشقها واد مجردة وتربط الجزئين القنطرة المرادية. تتبع المدينة إداريا لولاية باجة الواقعة في إقليم الشمال الغربي، ويبلغ عدد سكانها 22287 نسمة.
كانت مجاز الباب مركزا للقوات البريطانية أثناء الحرب العالمية الثانية (نوفمبر 1942)، وفيها مقبرة عسكرية على بعد 3 كيلومترات من المدينة على الطريق المؤدية إلى الكاف دُفِن بها ثلاثة آلاف جندي بريطاني.

## تاريخ
في عهد الإمبراطورية الرومانية، كانت مجاز الباب مدينة تابعة لمقاطعة أفريكا الرومانية وتسمى ممبريسا، وكانت موقعًا لمعركة نهر باغراداس ( عام 536) حيث انتصر الجنرال البيزنطي بيليساريوس على المتمرد سطوطزاس. كانت المدينة أيضًا مقرًا للأسقفية المسيحية.

## أعلام
- عصام الجبالي
- حمودة بن ميهوب
- لمياء الزريبي

## مقالات ذات صلة
- نصب مجاز الباب التذكاري